# Olympische Sommerspiele 1948/Kanu – Zweier-Canadier 1000 m (Männer)
Der Wettkampf im Zweier-Canadier über 1000 Meter bei den Olympischen Sommerspielen 1948 wurde am 12. August auf der Regattastrecke bei Henley-on-Thames auf der Themse ausgetragen.
Da es insgesamt nur 8 teilnehmende Boote gab, bestand der Wettkampf über 1000 Meter nur aus dem Finale. Der Titel ging an Jan Brzák-Felix und Bohumil Kudrna aus der Tschechoslowakei, deren Team insgesamt 3 der 4 Canadier-Titel in London gewinnen konnte. Das belgische Boot erreichte nicht das Ziel.

## Ergebnisse
| Rang | Athlet                             | Nation             | Zeit       |
| ---- | ---------------------------------- | ------------------ | ---------- |
| 1    | Jan Brzák-Felix Bohumil Kudrna     | Tschechoslowakei   | 5:07,1 min |
| 2    | Steve Lysak Steve Macknowski       | Vereinigte Staaten | 5:08,2 min |
| 3    | Georges Dransart Georges Gandil    | Frankreich         | 5:15,2 min |
| 4    | Douglas Bennett Harry Poulton      | Kanada             | 5:20,7 min |
| 5    | Karl Molnar Viktor Salmhofer       | Österreich         | 5:37,3 min |
| 6    | Gunnar Johannson Werner Wettersten | Schweden           | 5:44,9 min |
| 7    | Mike Symons Hugh Van Zwanenberg    | Großbritannien     | 5:50,9 min |
| 8    | Hubert Coomans Jean Dubois         | Belgien            | DNF        |

## Weblink
- Ergebnisse